# Mundra
Mundra ist eine Census Town und Sitz des Taluka Mundra im Distrikt Kachchh im indischen Bundesstaat Gujarat. Die um 1640 gegründete Stadt war im Laufe ihrer Geschichte ein wichtiges Handelszentrum und ein wichtiger Hafen. Der moderne Hafen von Mundra ist heute der zweitgrößte Hafen in Indien nach Containerumschlag.

## Geschichte
Die Stadt wurde im 17. Jahrhundert von einem Fürsten des Prinzenstaats Kachchh gegründet. 1728 wurde in der Stadt ein Fort errichtet. Dank seiner strategischen Lage und seinem Meereszugang gewann die Stadt als Handelszentrum rasch an Bedeutung. Ein britischer Oberst, der die Stadt 1840 besuchte, erwähnt, dass die ummauerte Stadt einen Umfang von 1,5 Meilen und 1500 Häuser hatte. Um das Jahr 1879 gab es einen erheblichen Handel mit Kathiawar, Khambhat, Surat und Bombay. Die Hauptexportgüter waren Baumwolle, Rizinussamen, Hülsenfrüchte, Wolle und gefärbte Stoffe, und die Hauptimportgüter waren Metalle, Holz, Stückwaren, Getreide, Datteln und andere Lebensmittel.
Seit der Liberalisierung der indischen Wirtschaft in den 1990er Jahren erlebt die Stadt einen neuerlichen Aufschwung. 1994 wurde ein moderner Hafen eröffnet. In den folgenden Jahren wuchs der Hafen rasch, was zu einer raschen Expansion von Stadt und Bevölkerung führte.

## Wirtschaft
Mundra war in der Vergangenheit für den Salz- und Gewürzhandel und ist heute für Krawatten und blockbedruckte Textilien bekannt. Der alte Hafen ist heute praktisch unbrauchbar, und nur kleine lokale Fischereifahrzeuge fahren noch auf den verschlammten Wasserstraßen.
Der neugebaute Hafen von Mundra lag 2017 mit einem Containerumschlag von 4.240 Tonnen TEU auf Platz 35 der größten Häfen der Welt und dominiert die lokale Wirtschaft. Er ist der größte private Hafen Indiens. Eigentümerin und Betreiberin ist Adani Ports & SEZ Limited (ein Tochterunternehmen der Adani Group). Teile von Mundra haben den Status einer Sonderwirtschaftszone.
In der Nähe von Mundra befinden sich die beiden Kohlekraftwerke Mundra und Tata Mundra, welches die Region zu einem wichtigen Wirtschaftsstandort in Gujarat machen.

## Infrastruktur
Neben dem Seehafen gibt es den privaten Mundra Airport, der sich im Besitz der Adani Group befindet. Er wird derzeit (2019) zu einem internationalen Flughafen ausgebaut.

## Galerie

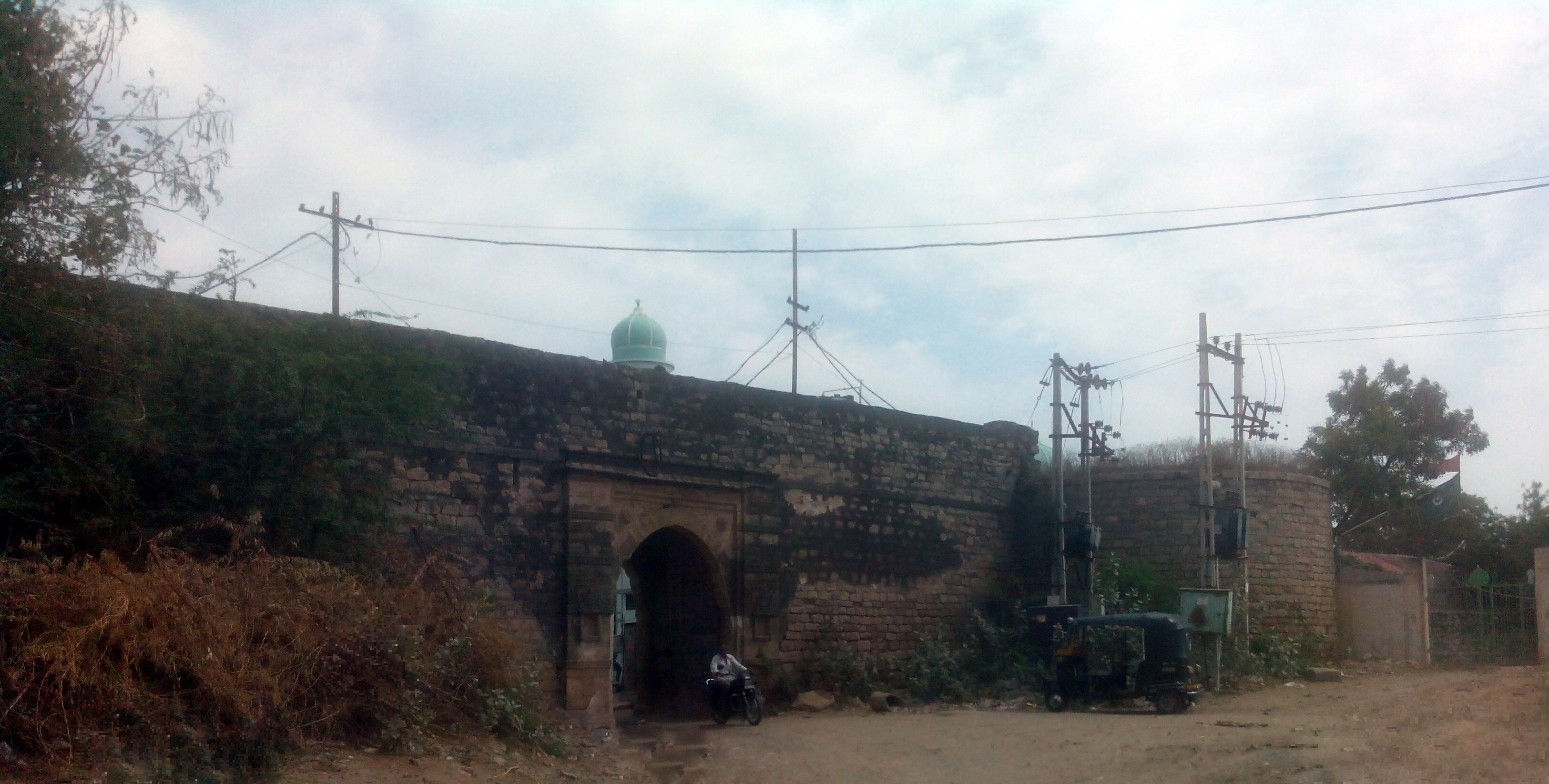
Fort von Mundra
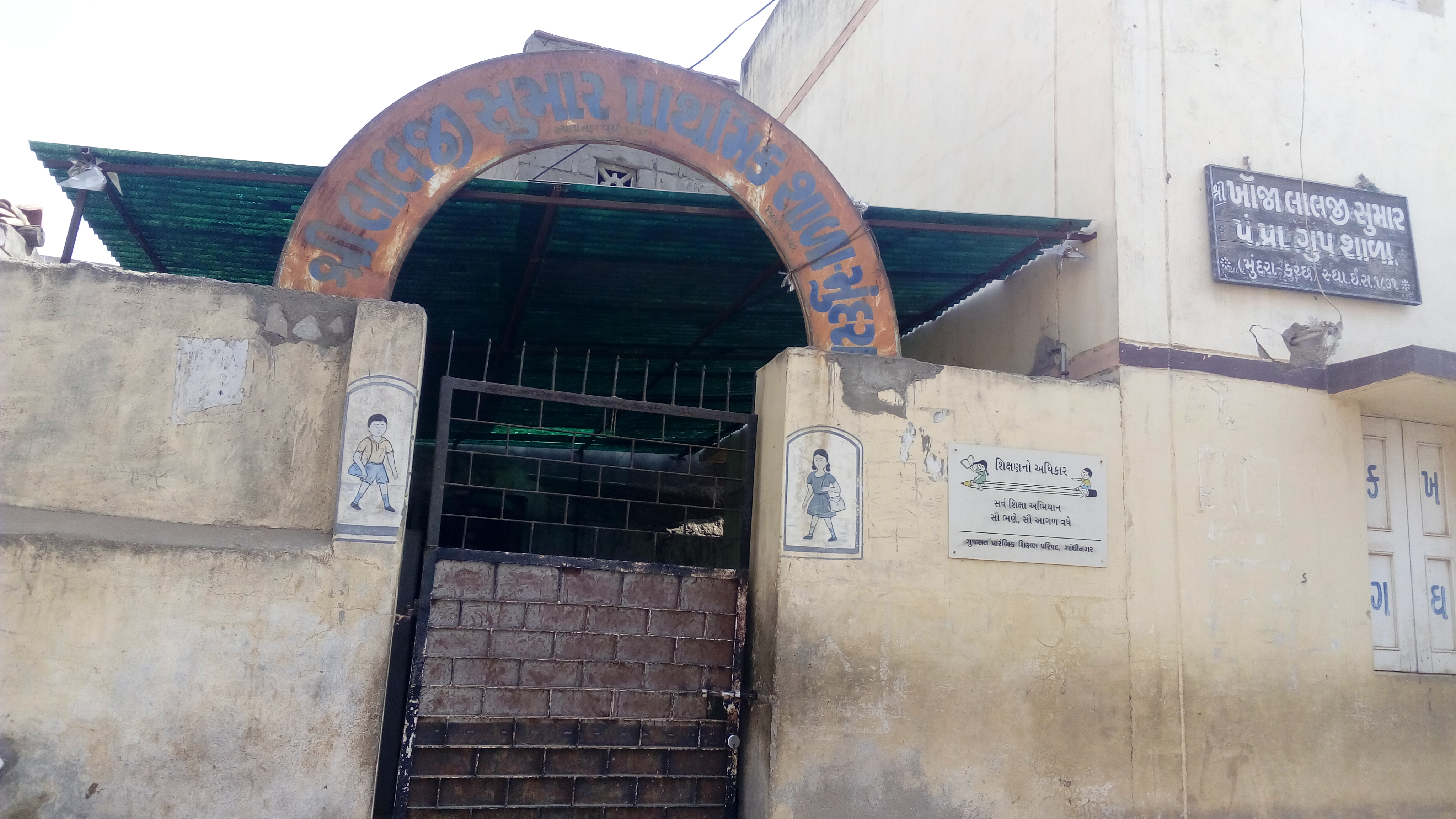
Grundschule in Mundra
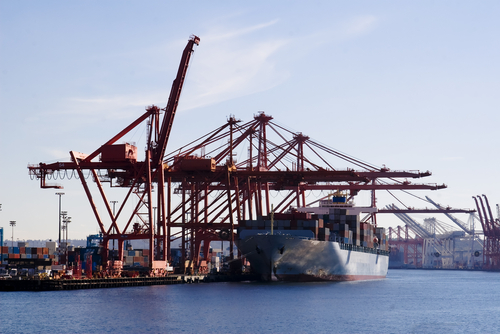
Hafen von Mundra
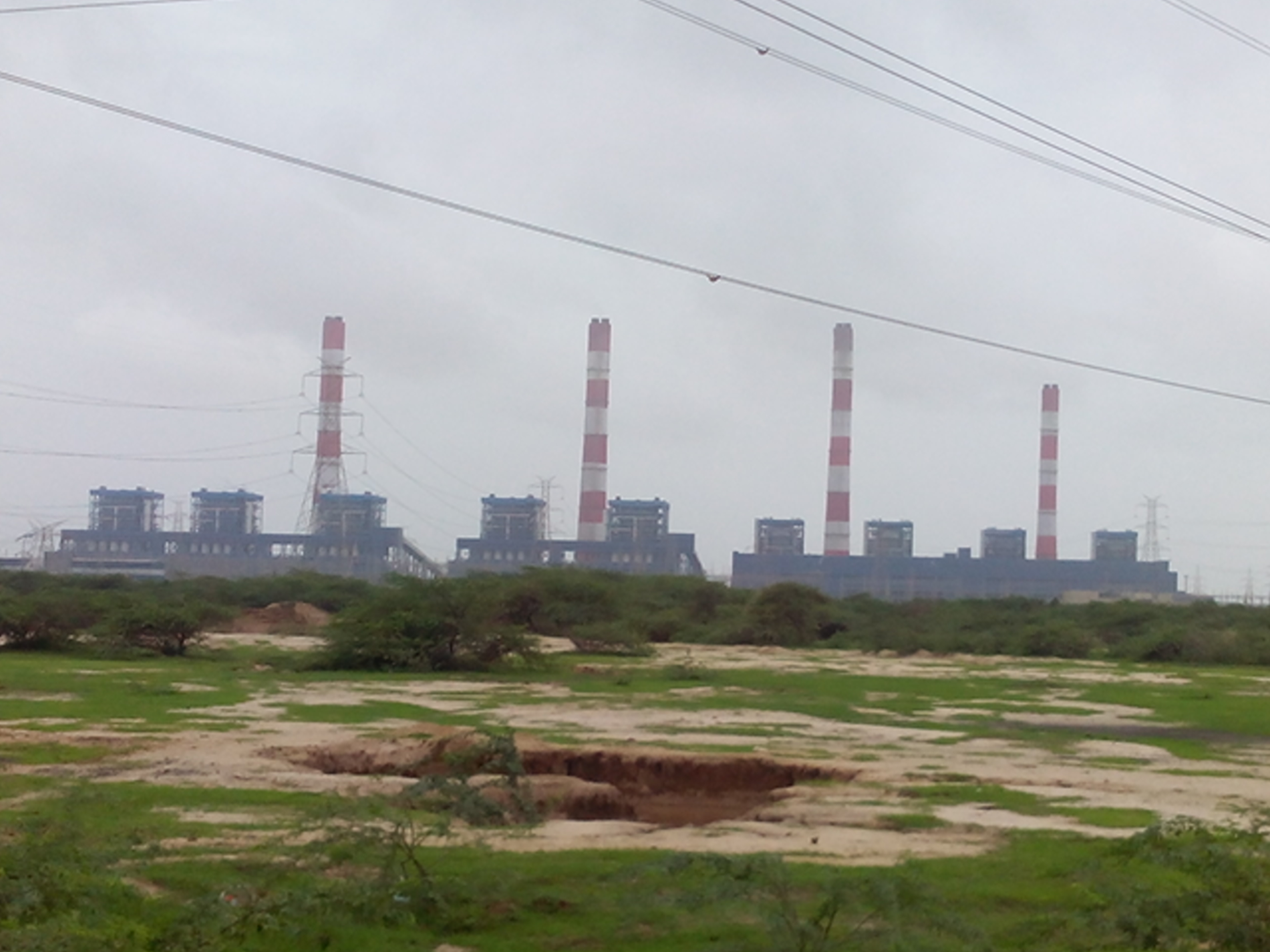
Kraftwerk Mundra